# Enaktare
En enaktare är en kort teaterpjäs där handlingen utspelas i bara en akt, till skillnad från de flesta pjäser som består av flera akter. Enaktare har funnits ända sedan dramatikens barndom, Cyklopen av Euripides är ett exempel från det antika Grekland.

## Exempel på enaktare
- Anton Tjechov - Svanesång (1887), Frieriet (1890)
- August Strindberg - Paria (1888), Första varningen (1892), Leka med elden (1892)
- Hjalmar Söderberg – Aftonstjärnan (1912)
- Thornton Wilder - Den långa julmiddagen (1931)
- Jean Cocteau - Le Bel Indifférent (1940)
- Frank O'Hara - Try! Try! (1950)
- Orson Scott Card - Posing as People (2004)